# Don't Worry, We'll Think of a Title
Don't Worry, We'll Think of a Title est un film américain réalisé par Harmon Jones, sorti en 1966.

## Synopsis
Un cuisinier et une serveuse, maladroits tous les deux, perdent leur travail. Ils vont alors aider un ami à tenir une librairie, mais se retrouvent confrontés à un espion russe à la recherche d'un cosmonaute ayant fait défection.

## Fiche technique
- Titre original : Don't Worry, We'll Think of a Title
- Réalisation : Harmon Jones
- Scénario : Morey Amsterdam, John Davis Hart, William Marks et George Schenck (en)
- Photographie : Brick Marquard
- Montage : Robert C. Jones
- Musique : Richard LaSalle
- Société de production : Courageous Films et Kam Productions
- Durée : 83 minutes
- Date de sortie : mai 1966

## Distribution
- Morey Amsterdam : Charlie Yuckapuck
- Rose Marie : Annie
- Richard Deacon : M. Travis
- Henry Corden : le professeur Lerowski
- Michael Ford : Jim Holliston
- Jack Heller : M. Big
- Tim Herbert : Seed / Samu
- Carmen Phillips : Olga
- January Jones : Magda Anders
- Nick Adams